# 빗 속에 떠날 사람
"빗 속에 떠날 사람"은 한국에서 제작된 변장호 감독의 1971년 영화이다. 신영균 등이 주연으로 출연하였고 김동수 등이 제작에 참여하였다.

## 출연

### 주연
- 신영균
- 최무룡
- 윤정희